# George Balanchine

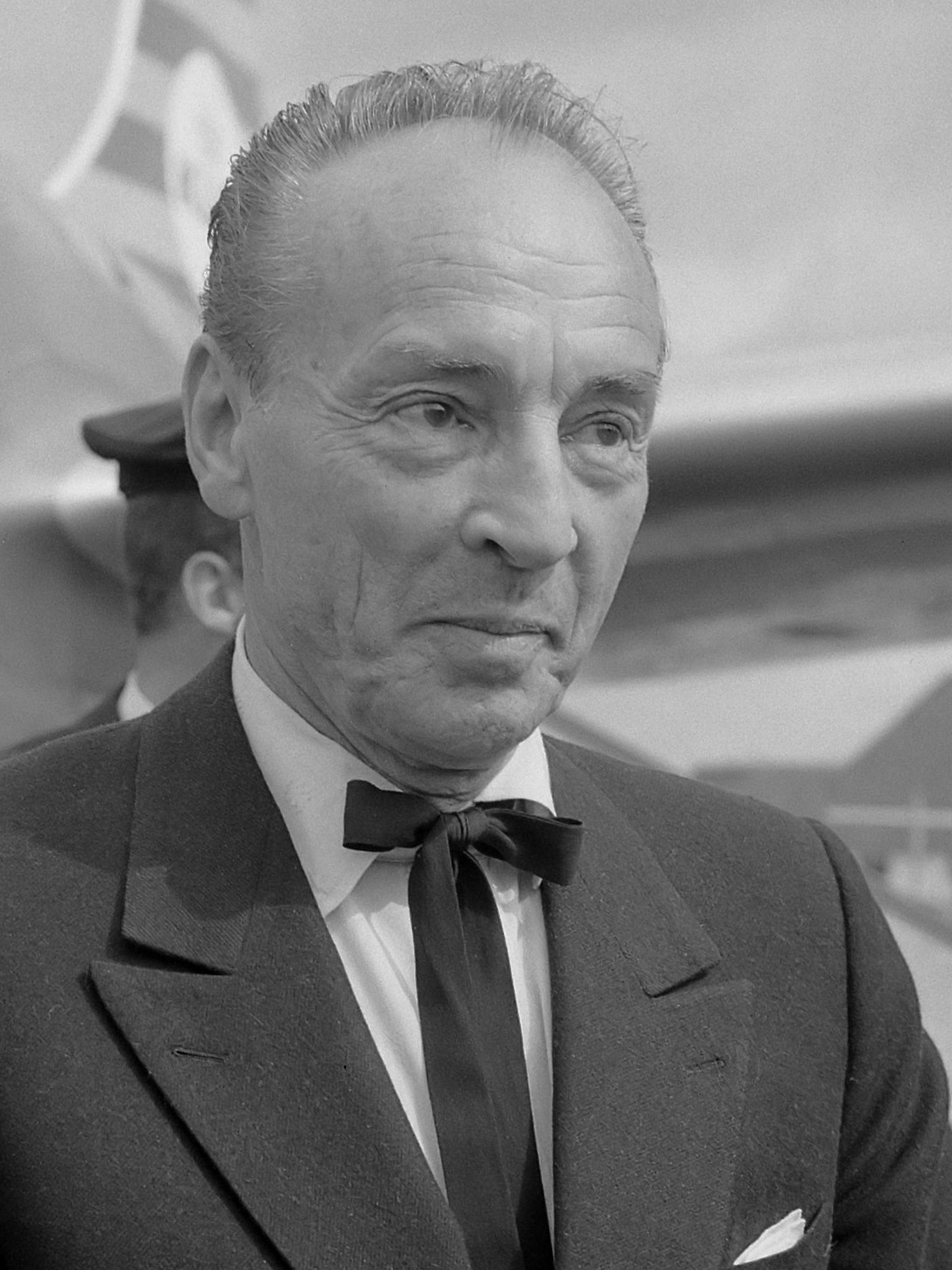
George Balanchine (1965)

George Balanchine (gebürtig Georgi Melitonowitsch Balantschiwadse, georgisch გიორგი მელიტონის ძე ბალანჩივაძე, russisch Георгий Мелитонович Баланчивадзе; * 9. Januarjul. / 22. Januar 1904greg. in Sankt Petersburg; † 30. April 1983 in New York City) war ein russischer Choreograf und Vertreter des neoklassischen Balletts. Balanchine brachte die Tradition des klassischen russischen Balletts in die USA und gründete gemeinsam mit Lincoln Kirstein das New York City Ballet, das Weltgeltung erreichte.

## Werdegang
Im Alter von neun Jahren begann Balanchine – Sohn des Komponisten Meliton Antonowitsch Balantschiwadse und Bruder des Komponisten Andria Balantschiwadse – seine Ausbildung an der kaiserlichen Ballettschule in Sankt Petersburg und studierte Musik am Sankt Petersburger Konservatorium. Schon während der Ausbildung begann er als Choreograf zu arbeiten: Sein erstes Stück war La Nuit (ca. 1920), ein Pas de deux für sich und eine Mitschülerin zur Musik von Anton Rubinstein. 1921 schloss er mit Auszeichnung ab und wurde Mitglied des Corps de ballet des damals in Staatliches Opern- und Balletttheater umbenannten früheren Petersburger Mariinski-Theaters. Mit einigen Kollegen gründete er 1923 ein kleines Tanzensemble, mit dem er experimentelle Stücke aufführte, die aber von der Obrigkeit mit Misstrauen gesehen wurden. Den Tänzern wurde mit Entlassung gedroht, falls sie ihre Gruppe nicht auflösten.
Als Balanchine zusammen mit den Tänzerkollegen Tamara Geva, Alexandra Danilova und Nicholas Efimov 1924 für eine Westeuropatournee die Ausreiseerlaubnis aus der gerade gegründeten Sowjetunion erhielt, kehrte keiner in die Heimat zurück. Bei einer Aufführung in London fielen sie dem Impresario Sergei Djagilew auf, der sie alle für seine Ballets Russes engagierte. Dies war der Beginn von Balanchines internationaler Karriere.
Er arbeitete für die Ballets Russes bis zu deren Auflösung nach Djagilews Tod 1929 zunächst als Tänzer, dann nach Bronislava Nijinskas Ausscheiden als Ballettmeister und Choreograf. In der Zeit mit den Ballets Russes entstanden verschiedene wegweisende Choreografien, u. a. das Meisterwerk Apollon musagète und Der verlorene Sohn. Eine Knieverletzung, die er während dieser Zeit erlitt, schränkte seine tänzerischen Fähigkeiten ein und trug unter Umständen dazu bei, dass er das Choreografieren zum Schwerpunkt machte.
Nach der Auflösung der Kompanie und anstrengender Arbeit für die Anschlussgründung der Ballets Russes de Monte Carlo gründete er 1933 die Kompanie Les Ballets 1933. Während der kurzen Lebensdauer dieser Truppe lernte er in London den jungen amerikanischen Mäzen Lincoln Kirstein kennen, der in den USA eine von Europa unabhängige Ballettkompanie mit amerikanischen Tänzern, eigenen Choreografien und eigenen Themen aufbauen wollte. Balanchine bestand darauf, zunächst eine Ballettschule zu gründen, die School of American Ballet (gegründet 1934). Die Schule existiert bis heute; dort werden Tänzer für das New York City Ballet und andere große Kompanien ausgebildet.
Das American Ballet fand ein Unterkommen bei der New Yorker Metropolitan Opera. Während Balanchines Arbeit dort von 1933 bis 1938 entstanden wegweisende Ballette zur Musik von Igor Strawinski. Das American Ballet blieb drei Jahre als Balletttruppe der Metropolitan Opera bestehen, was zu Spannungen führte, da hier der Schwerpunkt auf der Oper lag und abendfüllende Ballette nur selten ins Programm genommen wurden. 1938 trennten sich Balanchine und seine Tänzer von der Met und die Truppe löste sich nach einigen Kurztourneen auf. Balanchine arbeitete an mehreren kleineren Projekten, unter anderem wieder zusammen mit Strawinski an der Zirkuspolka, einer Choreografie für den Ringling Brothers Circus.
Dem folgte eine kurze Episode wiederaufgenommener Arbeit für die Ballets Russes de Monte Carlo und 1946 dann die Gründung der Ballet Society, die Balanchines neue Werke in kleinem Rahmen vorstellte, was dazu führte, dass die Kompanie sich als New York City Ballet der Kulturinstitution New York City Center anschließen durfte. Hier arbeitete Balanchine bis zu seinem Tod im Jahr 1983 und konnte seine Werke einem großen Publikum vorstellen. Sein umfangreiches Schaffen und seine Bedeutung für die Entwicklung des Tanzes werden weltweit anerkannt. Balanchines Grab befindet sich auf dem Oakland Cemetery in Sag Harbor auf Long Island.

## Einfluss
Er schuf insgesamt 425 Einzelchoreografien überwiegend für das Balletttheater, aber in den Dreißiger- und Vierzigerjahren auch für Musicals, Revuen und Filme. So setzten seine Choreografie für The Boys from Syracuse (1938) und die Tanzsequenz in Slaughter on Tenth Avenue im Musical On Your Toes (1936) Maßstäbe. Tanz wurde seit dieser Zeit zum festen Bestandteil von Musicalhandlung. Ebenso nutzte er ab den Sechzigerjahren die Möglichkeiten des Fernsehens, richtete Choreografien für die Kamera ein und brachte seine Arbeit so einem Millionenpublikum nahe.

## Stil
Balanchine stellte die klassische Ballettausbildung in den Dienst der freien Form und gelangte so zu neuen Ausdrucksmöglichkeiten. Es gibt Handlungsballette von ihm, aber viele wichtige Werke sind abstrakt und erforschen Bewegungsmuster und die Formen der Körper im Raum zur Musik. Tanz ist eine Kunstform für sich, die sich keinem anderen Medium unterordnen muss, auch nicht einer linearen Geschichte: Der visuelle Sinn überwiegt alles. Allerdings galt das seiner Meinung nach nicht, wenn es sich um Tanz zur Musik handelte: „Musik ist der Boden, auf dem wir tanzen.“ Änderungen im Tempo waren nicht erwünscht, und es fand keine Anpassung an die Fähigkeiten und Kondition der Tänzerinnen und Tänzer statt, so wie oft üblich. Kraft, Schnelligkeit und Präzision setzte er voraus.
Balanchine schuf viele Choreografien zur Musik zeitgenössischer Komponisten wie Schönberg, Strawinsky und Prokofjew. Er war äußerst musikalisch und durch seinen Vater, einen Komponisten, schon sehr früh mit Musik und Musizieren in Berührung gekommen. Während seines Tanzstudiums studierte er zusätzlich drei Jahre lang am Petersburger Konservatorium Klavier, Musiktheorie und Komposition. Fürs Choreografieren fertigte er aus den Orchesterpartituren seine eigenen Klavierauszüge an. Mit Igor Strawinsky verband ihn eine über 50-jährige Freundschaft und kongeniale Schaffensbeziehung, die auch auf Balanchines tiefem Verständnis für Musik beruhte. Als Choreograf war er für seine ruhige und konzentrierte Arbeitsweise bekannt.
Für seine Choreografien arbeitete Balanchine von 1932 bis 1977 eng mit der Kostümbildnerin Barbara Karinska zusammen, über die er einmal sagte: „Ich schreibe ihr 50 Prozent des Erfolgs meiner von ihr ausgestatteten Balletts zu.“ Für Balanchines New York City Ballet erfand Karinska das Powder-Puff-Tutu, ein weich fallendes Tutu aus mehreren Tüllschichten, das Balanchines Choreografien unterstrich. Auch ihre knielangen Chiffon-Kleider für Allegro brillante (1956) gelten bis heute als Klassiker der Ballettkostümmode.

## Ehrungen

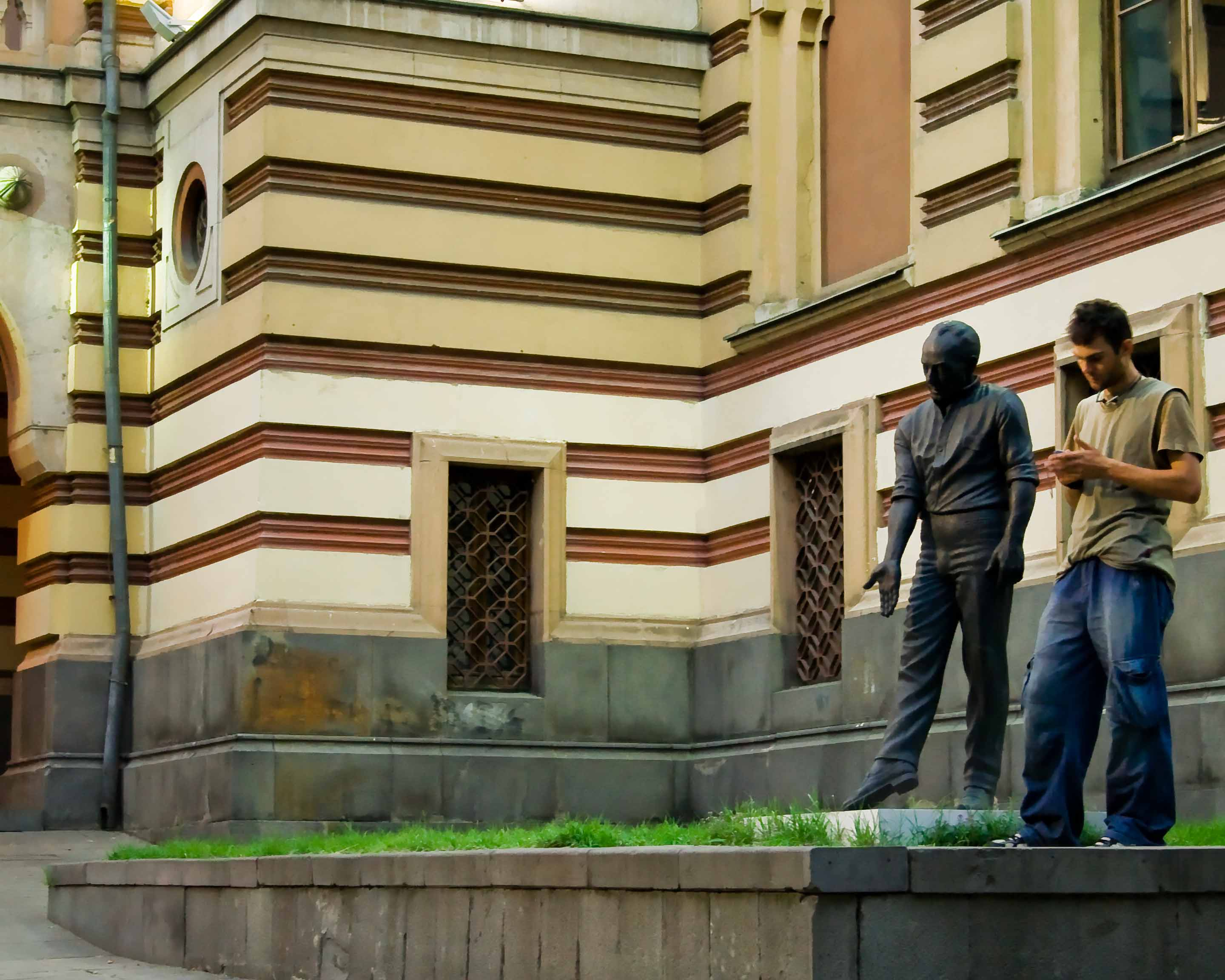
Das George-Balanchine-Denkmal in Tiflis

- 1980 Österreichisches Ehrenzeichen für Wissenschaft und Kunst.
- 1983 verlieh US-Präsident Ronald Reagan Balanchine die Freiheitsmedaille („The Presidential Medal of Freedom“), die höchste zivile Auszeichnung in den USA.
- 1983 Ehrenmitglied der American Academy of Arts and Letters[6]
- ein Denkmal am Opernhaus in Tiflis erinnert ebenfalls an ihn.

## Werke (Auswahl)
- Apollon musagète (1928) neue Fassung Apollo (1957)
- Der verlorene Sohn (1929)
- Die sieben Todsünden (1933)
- Le Baiser de la Fée (1937)
- Card Games (1937)
- Danses Concertantes (1944)
- The Four Temperaments (1946)
- La Valse (1951)
- Scotch Symphony (1952)
- The Nutcracker (1954) neue Fassung (1964)
- Western Symphony (1954)
- Ivesiana (1954)
- Opus 34 (1954)
- Allegro Brillante (1956)
- Agon (1957)
- Stars and Stripes (1958)
- Episodes (1959, mit Martha Graham)
- Liebeslieder Walzer (1960)
- Tschaikowski Pas de Deux (1960)
- A Midsummer Night's Dream (1962)
- Bugaku (1963)
- Movements for Piano and Orchestra (1963)
- Don Quixote (Neufassung; 1965)
- Harlequinade (Neufassung; 1965)
- Jewels (1967)
- Who Cares? (1970)
- Stravinsky Violin Concerto (1972)
- Union Jack (1976)
- Vienna Waltzes (1977)
- Ballo della Regina (1978)
- Kammermusik No. 2 (1978)
- Ballade (1978)
- Robert Schumann Davidsbündlertänze (1980)
- Walpurgisnacht Ballet (1980)
- Variations for Orchestra (1982)